# Novell
Novell [noʊ'vɛl] war ein US-amerikanisches Hochtechnologie-Unternehmen und wurde noch bis 2017 als Marke des britischen Unternehmens Micro Focus verwendet. Novell spezialisierte sich auf Netzwerk- und Internet-Software-Produkte. Es entwickelte das Serverbetriebssystem NetWare.

## Geschichte

### Bis 2000
Das Unternehmen begann 1979 in Provo, Utah, unter dem Namen Novell Data Systems Inc. als Hardwarehersteller für CP/M-basierte Systeme. Im Januar 1983 wurde es umbenannt in Novell Inc., und Ray Noorda (1924–2006) wurde Geschäftsführer. Im Jahr 1983 stellte Novell ebenfalls das Multi-Plattform–Netzwerkbetriebssystem NetWare vor. Der Hersteller Novell Inc. wurde an der Nasdaq als NOVL aufgeführt.
Die Netzwerkprotokolle, die Novell entwickelte, basieren auf den Xerox Network Services (XNS), wurden aus Internet Datagram Protocol (IDP) und Sequenced Packet Protocol (SPP) weiterentwickelt und heißen Internetwork Packet Exchange (IPX) und Sequenced Packet Exchange (SPX). Datei- und Druckdienste liefen auf dem NetWare Core Protocol (NCP) über IPX ebenso wie die Routing-Informationen (RIP) und Dienstinformationen (SAP).
Novell erwarb Digital Research, den Hersteller von DR DOS mit dem GEM, einem MS-DOS-ähnlichen, aber Multitasking-fähigen Betriebssystem, und vertrieb dieses unter dem Namen Novell DOS. Dies wurde später als OpenDOS und dann als DR-DOS durch Caldera vertrieben.
Während der 1980er-Jahre war Novell wirtschaftlich sehr erfolgreich. Das Unternehmen hatte mit seinem Netzwerkbetriebssystem kaum Konkurrenz und praktisch eine Monopolposition für vernetzte PCs und konnte damit seine Produkte teuer verkaufen. Das änderte sich jedoch in den 1990er-Jahren, insbesondere als Microsoft 1993 erstmals eine Server-Variante von Windows herausbrachte, namentlich Windows NT Advanced Server 3.1.
Aufbauend auf Unix SVR4 begann man bei Novell in Zusammenarbeit mit den Unix System Laboratories unter dem Namen Univel mit der Entwicklung eines eigenen Unix-Derivats, das im November 1992 unter dem Namen UnixWare veröffentlicht wurde.
Mit dem Aufkauf verschiedener Unternehmen versuchte Novell, seine Marktstellung gegenüber dem neuen Konkurrenten zu behaupten. 1993 wurden für die Unix System Laboratories inklusive Univel 350 Millionen US-Dollar an AT&T gezahlt. Im selben Jahr kaufte Novell auch die WordPerfect Corporation und von Borland die Tabellenkalkulation Quattro Pro.

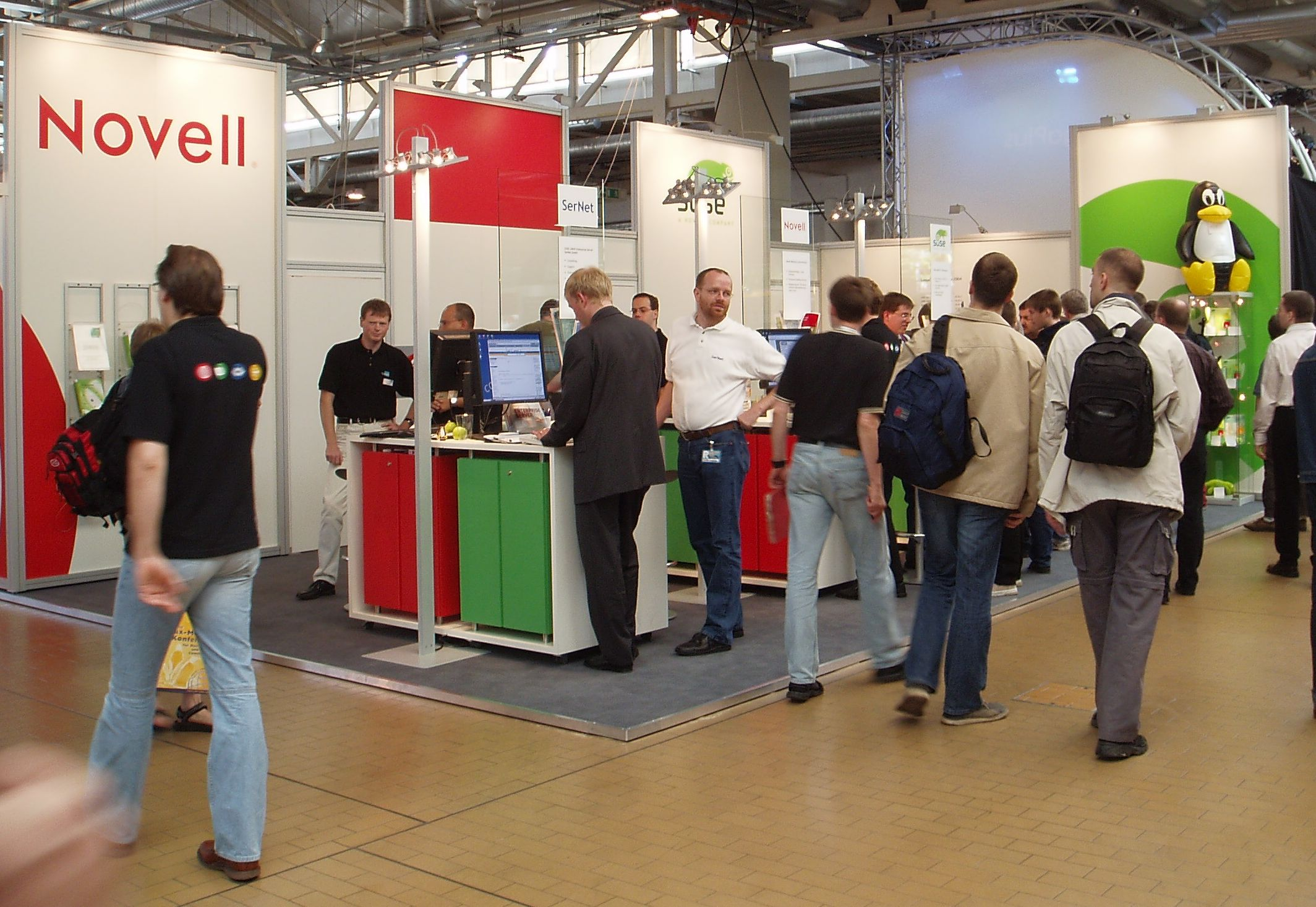
Novell/SuSE auf dem LinuxTag 2004

1995 wurde Unix an die Santa Cruz Operation (SCO) verkauft. Der Umfang des Verkaufs zwischen Novell und SCO ist umstritten, insbesondere in Hinsicht auf das Copyright. Siehe dazu auch: SCO gegen Linux.
Digital Research wechselte zu Caldera. Mit WordPerfect Office war Novell recht glücklos; es verlor zunehmend Marktanteile. Während die dazugehörige Groupware GroupWise als eigenständiges Produkt von Novell vertrieben wird, ging der Rest des WordPerfect Office, bestehend aus WordPerfect, Presentations und Quattro Pro, an Corel.

### Ab 2001
Im Juli 2001 kaufte Novell das Consulting-Unternehmen Cambridge Technology Partners, um es zu seiner Verkaufsabteilung zu machen. Der CEO dieser Firma, Jack Messman, wurde bald Chef von Novell.
Am 4. August 2003 gab Novell den Kauf des 1999 gegründeten Softwareherstellers Ximian (heutiger Name: Xamarin) bekannt. Ximian war mit Open-Source-Software auf dem Markt und bot unter anderem eine Desktop-Umgebung für verschiedene Linux-Distributionen an.
Novell gab am 4. November 2003 die Übernahme der Suse Linux AG zum Preis von 210 Millionen US-Dollar bekannt. Die Transaktion wurde im Februar 2004 abgeschlossen. Die Suse Linux AG wurde dabei in eine GmbH umgewandelt und als Tochterunternehmen vollständig in das Partner- und Vertriebsnetz von Novell integriert. Damit wurde Novell zu einem der größten Anbieter für Lösungen um das freie Betriebssystem Linux.
Im März 2005 gab Novell den OES (Open Enterprise Server) frei. Dieser umfasst gleichermaßen NetWare und den Suse Enterprise Server und bietet Novell-Bestandskunden die Möglichkeit einer allmählichen Migration hin zu Linux. Ferner erfolgte im Juli 2005 eine massive Unterstützung der Open-Source-Gemeinde durch Novell. Durch die betriebssystemunabhängige .Net-Framework-Plattform Mono und durch Evolution bietet Novell weitere Migrationslösungen zu Linux an. Ebenfalls ist Novell an der Entwicklung von OpenOffice.org beteiligt.
Am Ende des Geschäftsjahres 2005 musste Novell jedoch Umsatzeinbußen hinnehmen und kündigte umfangreiche Umstrukturierungsmaßnahmen an, die auch Entlassungen von Mitarbeitern einschlossen. Ferner verließ einer der Mitbegründer von Suse, Hubert Mantel, das Unternehmen, kehrte aber später wieder zu Novell zurück.
Seit 2007 kooperierte Microsoft mit Novell, das die Linux-Distribution Suse vertrieb. Microsoft kann seinen Kunden Suse Linux Enterprise Server (SLES) empfehlen, wenn ein Kunde das möchte. Im August 2007 gewann Novell einen Prozess gegen SCO. Novell wurde das Copyright an Unix zugesprochen. Im Sommer 2011 wurde dieses Urteil rechtskräftig, da SCO keinen Widerspruch mehr einlegte.
Am 22. November 2010 gab Attachmate die nahezu vollständige Übernahme von Novell für 2,2 Milliarden US-Dollar bekannt. Das von Microsoft organisierte und mit Apple, EMC und Oracle gegründete Unternehmen CPTN Holdings LLC übernahm 882 Patente von Novell. Am 28. April 2011 schloss Attachmate die Übernahme ab. Novell ist seitdem nicht mehr an der Nasdaq gelistet.
2012 sind einige neue Produkte erschienen: Novell Vibe, Novell Groupwise 2012, Zenworks Mobile Management, Novell Filr und Novell iPrint.

### Ab 2014
Am 21. November 2014 wurde die erfolgreiche Fusion der Unternehmen Micro Focus und Attachmate bekannt gegeben. Novell war seitdem eine Marke der Micro Focus International und kein eigenständiges Unternehmen mehr. 2017 entschied sich Micro Focus, die Marke Novell aufzugeben und die Produkte nun unter eigenem Namen anzubieten.

### Ab 2023
Am 31. Januar 2023 wiederum wurde Micro Focus vom kanadischen Softwareunternehmen OpenText übernommen.

## Produkte
Novell bot eine Reihe von Softwareprodukten für Unternehmen an, unter anderem:
- die Kollaborations-Lösung Novell Vibe
- die Enterprise-Lösung Filr
- die Drucklösung iPrint
- der Verzeichnisdienst eDirectory, ehemals Novell Directory Services (NDS)
- das Identitätsmanagement (IDM, Identity Manager), welches das Verzeichnis mit anderen Anwendungen verknüpfen kann (in Konkurrenz u. a. zu IBMs Tivoli oder Microsofts MIIS)
- die Computer-System-Management-Suite Novell ZENworks Zenwork Mobile Management Zenworks App Virtualisation
- das Serverbetriebssystem Open Enterprise Server, aus NetWare hervorgegangen
- das Serverbetriebssystem SUSE Linux Enterprise Server
- der SUSE Linux Enterprise Desktop
- das E-Mail- und Groupwareprogramm GroupWise
- die Community Linux-Distribution openSUSE
- das Netzwerkbetriebssystem NetWare
- die Peer-to-Peer-Netzwerksoftware Personal NetWare, auch NetWare Lite genannt, zum direkten Datenaustausch zwischen Arbeitsplatzrechnern
- das Client-Server-System Novell iFolder, um auf einfache Weise Dateien auf mehreren Computern synchron zu halten

Während früher der Fokus auf dem Serverbetriebssystem NetWare lag, lag er am Ende auf den Linux-Produkten, auf dem Verzeichnisdienst und dem Identitätsmanagement (jetzt NetIQ).